# Mick Mulvaney
John Michael "Mick" Mulvaney, född 21 juli 1967 i Alexandria i Virginia, är en amerikansk advokat och republikansk politiker. Han representerade South Carolina i USA:s representanthus åren 2011–2017. Mellan 16 februari 2017 och 31 mars 2020 var han chef för Office of Management and Budget (OMB) i Trumps kabinett. Mellan 2 januari 2019 och 31 mars 2020 var han även Vita husets stabschef.

## Biografi
Mulvaney avlade kandidatexamen (B.Sc.) i internationell ekonomi vid Georgetown University 1989. Därefter avlade han juristexamen (J.D.) vid University of North Carolina at Chapel Hill 1992. Efter studierna arbetade han som advokat vid en advokatbyrå.
Mulvaney besegrade sittande kongressledamoten John Spratt med 55 procent mot 45 procent i mellanårsvalet 2010. Den 3 januari 2011 trädde han posten som ledamot av USA:s representanthus för delstaten South Carolinas femte kongressdistrikt. Mulvaney omvaldes för en andra mandatperiod 2012 och en tredje mandatperiod 2014.
Den 16 december 2016 meddelade USA:s då tillträdande president Donald Trump att han valt att nominera Mulvaney som budgetchef och chef för Office of Management and Budget (OMB) i sitt kabinett som tillträder den 20 januari 2017. Under tid som OMB-chef, försökte Mulvaney att påverka president Trump att göra flera finanspolitiska konservativa förändringar. Mulvaney har sagt om sig själv: "Jag tror inte någon i denna administration är mer av en höger konservativ än jag är".
Mulvaney är katolik.